# Sporting Clube de Portugal 1990-1991
Questa voce raccoglie le informazioni riguardanti lo Sporting Clube de Portugal nelle competizioni ufficiali della stagione 1990-1991.

## Stagione
Nella stagione 1990-1991 lo Sporting concluse il campionato al terzo posto, a tredici lunghezze del Benfica campione. In Taça de Portugal i Leões persero agli ottavi di finale contro il Boavista. In Europa il cammino della squadra di Lisbona si concluse in semifinale contro gli italiani dell'Inter.

## Rosa
| N. |                       | Ruolo | Calciatore       |
| -- | --------------------- | ----- | ---------------- |
|    | Croazia (bandiera)    | P     | Tomislav Ivković |
|    | Portogallo (bandiera) | P     | Sérgio Louro     |
|    | Portogallo (bandiera) | D     | Marinho          |
|    | Portogallo (bandiera) | D     | Paulo Torres     |
|    | Brasile (bandiera)    | D     | Luizinho         |
|    | Portogallo (bandiera) | D     | José Leal        |
|    | Portogallo (bandiera) | D     | Miguel Marques   |
|    | Portogallo (bandiera) | D     | Pedro Venâncio   |
|    | Portogallo (bandiera) | C     | Careca           |

| N. |                       | Ruolo | Calciatore       |
| -- | --------------------- | ----- | ---------------- |
|    | Portogallo (bandiera) | C     | Oceano           |
|    | Bulgaria (bandiera)   | C     | Krasimir Balăkov |
|    | Portogallo (bandiera) | C     | Carlos Xavier    |
|    | Portogallo (bandiera) | C     | Litos            |
|    | Brasile (bandiera)    | C     | Douglas          |
|    | Portogallo (bandiera) | C     | Filipe Ramos     |
|    | Portogallo (bandiera) | A     | João Luis        |
|    | Portogallo (bandiera) | A     | Jorge Cadete     |
|    | Portogallo (bandiera) | A     | Fernando Gomes   |

## Statistiche

### Statistiche di squadra
| Competizione     | Punti | Totale | Totale | Totale | Totale | Totale | Totale | DR  |
| Competizione     | Punti | G      | V      | N      | P      | Gf     | Gs     | DR  |
| ---------------- | ----- | ------ | ------ | ------ | ------ | ------ | ------ | --- |
| Primeira Divisão | 56    | 38     | 24     | 8      | 6      | 58     | 23     | +35 |
| Taça de Portugal | -     | 3      | 2      | 0      | 1      | 8      | 2      | +6  |
| Coppa UEFA       | -     | 10     | 5      | 3      | 2      | 17     | 8      | +9  |
| Totale           | -     | 51     | 31     | 11     | 9      | 83     | 33     | +50 |